# Боткин, Дмитрий Петрович
Дми́трий Петро́вич Бо́ткин (12 [24] сентября 1829, Москва — 26 мая [7 июня] 1889, Харьковская губерния) — предприниматель, коллекционер, потомственный почётный гражданин. Совладелец чаеторговой фирмы «Петра Боткина сыновья». Председатель Московского общества любителей художеств (1877—1888), член Московского художественного общества, почётный член петербургской Академии художеств.

## Биография
Родился 12 сентября 1829 года в семье основателя чайной фирмы в Москве П. К. Боткина (1781—1853). В двух браках родилось 22 ребёнка, из них совершеннолетия достигли 14 человек.
Ещё в молодости увлёкся коллекционированием, главным образом картин, акварелей и рисунков. К 1882 году его собрание насчитывало свыше 100 картин, главным образом полотна западноевропейских художников, в основном французская живопись XIX века: полотна Ш. Ф. Добиньи, Ж. Б. К. Коро, Г. Курбе, Ж.-Ф. Милле, Т. Руссо, Ф. Руссо, К. Тройона; имелись картины австрийских, бельгийских, голландских, испанских, итальянских, немецких, шведских, швейцарских и американских художников. В приобретении картин ему помогал его друг, художник А. П. Боголюбов, постоянно живший в Париже.
В 1862 году приобрёл дом у банкира и коллекционера А. Ф. Марка вместе с картинами О. Верне, А. Ахенбаха, М. Л. Вотье, К. Куккука и А. П. Боголюбова; среди них — «Дети короля Эдуарда IV» П. Делароша. Коллекция Боткина пополнялась при распродажах из художественных собраний: В. А. Кокорева (К. Тройон), Александра Борисовского (Т. Руссо) и др.
Пётр Боборыкин отмечал в 1881 году:

«Сто с небольшим картин, находящихся у Д. П. Боткина, стоят в настоящую минуту, по крайней мере, в пять раз больше того, что он за них заплатил. Некоторые мастера… Коро, Руссо, в особенности Мейссонье, Фортуни сделались просто баснословно дорогими. И теперь эта коллекция представляет собой на скромную оценку капитал в два миллиона франков».
Собрание Боткина до 1867 года размещалось в родительском доме в Петроверигском переулке (дом № 4).

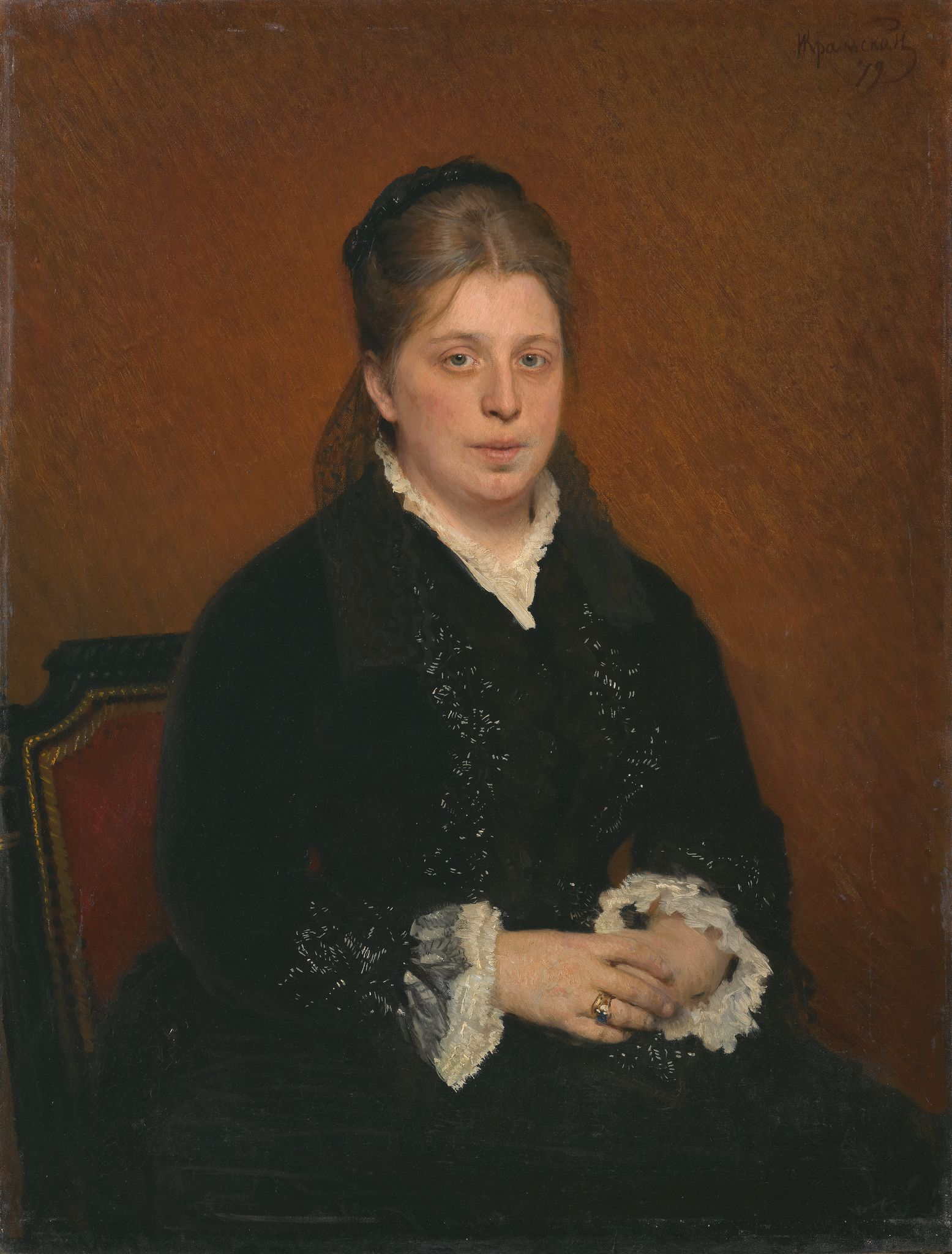
И. Н. Крамской.
Портрет Софьи Боткиной (1879)

Отличался набожностью. Женившись на Софье Сергеевне Мазуриной (1840—1889), внучке известного московского городского головы А. А. Мазурина, он обзавелся собственным домом, на улице Покровке (ныне д. № 27), приобретённым у Марка. Сюда каждый год привозили для молебна чудотворную Иверскую икону и образ Спаса из кремлёвской часовни у Спасских ворот. Здесь же была размещена коллекция Боткина. Здесь же была размещена галерея Боткина, представлявшая во второй половине XIX века одну из московских достопримечательностей. О Галерее Боткина упоминалось во многих путеводителях наряду с Третьяковской галереей и галереей К. Т. Солдатёнкова; три «картинные комнаты» с разрешения хозяина в определённые часы мог посмотреть любой желающий.
Сын, Сергей Боткин оставил мемуары, которые хранятся в архиве Колумбийского университета. В них он, в частности, рассказал об эстетических пристрастиях отца: «В его время… Моне и многие другие импрессионисты уже существовали, но не смогли ещё переродить твёрдо установившегося вкуса и понимания тогдашнего поколения». Вместе с тем, Сергей Боткин отмечал, что отец «ушёл далеко от академических вкусов первой половины XIX века… всецело был под влиянием прелести» барбизонской школы. Знаток московского купечества Павел Бурышкин отмечал, что симпатии Боткина-собирателя, «были космополитичны и не заключали в себе ничего народнического, никакого стремления к отечественному». Наибольший интерес у Дмитрия Петровича Боткина вызывали ландшафты и исторические сцены.
Работы русских живописцев появлялись в собрании «случайным» образом: Три эскиза А. А. Иванова, попали к Боткину от брата Михаила; И. Н. Крамской выполнил портрет жены Боткина — С. С. Боткиной. Ещё имелись работы В. Г. Перова («Учитель рисования»), Ф. А. Васильева («После грозы»), В. В. Верещагина, В. Д. Поленова, А. А. Риццони, А. А. Харламова и А. П. Боголюбова.
Принимал участие в открытии в Химках Арнольдовского училища для глухонемых; был членом попечительского совета Александровского коммерческого училища.
Скончался 26 мая 1889 года в семейном имении Тихий Хутор Волчанского уезда Харьковской губернии. Был похоронен на кладбище московского Покровского монастыря (могила не сохранилась).
В семье было четверо детей: Пётр, Сергей, Дмитрий (умер ребёнком) и Елизавета.
Коллекцию унаследовали сыновья Боткина; в 1896 году Сергей Дмитриевич часть картин увёз в Париж. Доля Петра Дмитриевича после 1917 года поступила в Музей изящных искусств. Дочь Боткиных, Елизавета Дмитриевна, бывшая в первом браке за инженером Константином Густавовичем Дункером, была владелицей особняка на Поварской улице (дом № 9), для которого М. А. Врубель исполнил мозаичный триптих «Суд Париса», плафон с изображением цветов и панно «Венеция».
Большое собрание неизданных писем к нему В. П. Боткина хранилось в Пушкинском доме.

## Коллекция
В 1875 году Д. П. Боткин издал в Санкт-Петербурге каталог своего собрания, который был составлен Д. В. Григоровичем. Тираж распространялся в узком кругу. В 1882 году каталог был переиздан в сокращённом виде — по нему в собрании числилось 86 произведений, в том числе французское искусство (34 номера), немецкое (13), испанское (7) австрийское (6), голландское (5), бельгийское (4), а также швейцарская, шведская и итальянская школы и произведение американского художника. В своём собрании Боткин старался иметь по одному произведению художников.
По сообщению П. Д. Боборыкина, к 1881 году в собрании было более ста картин.
В собрании были картины и малоизвестных художников: Бальдини, Фаруффини, Микетти и Палицци.
В своём собрании Д. П. Боткин имел только десять русских картин.

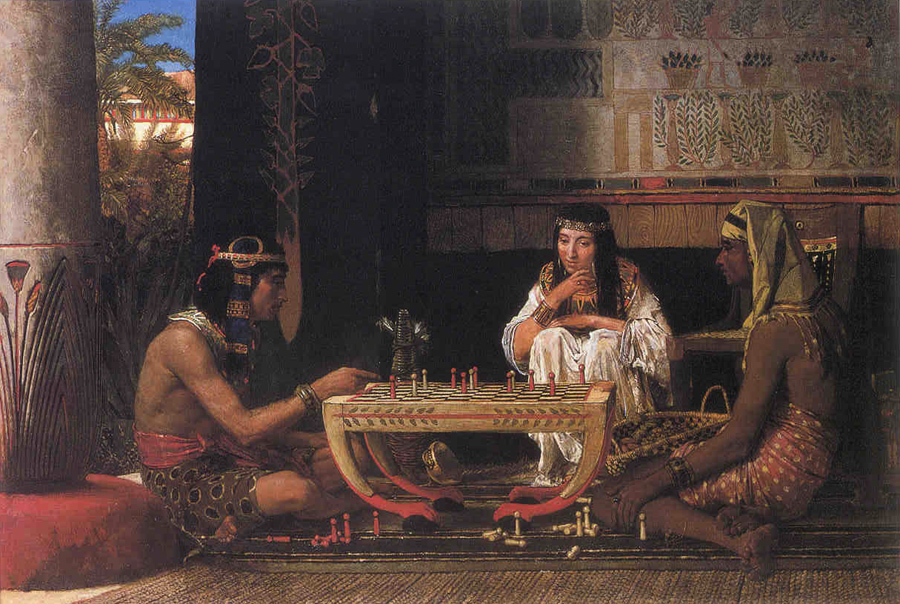
Л. Альма-Тадема

- Альма-Тадема, Лоуренс: «Египетские игроки в шахматы»
- Бонёр, Роза: «Бретонский угольщик»
- Бретон, Жюль: «Собирательница колосьев»
- Макс, Габриэль: «Мученица-христианка, продающая светильники при входе в катакомбы»
- Генц, Вильгельм Карл: «Укротитель змей в Египте»
- Декан, Александр-Габриэль: «Крестьянский двор»

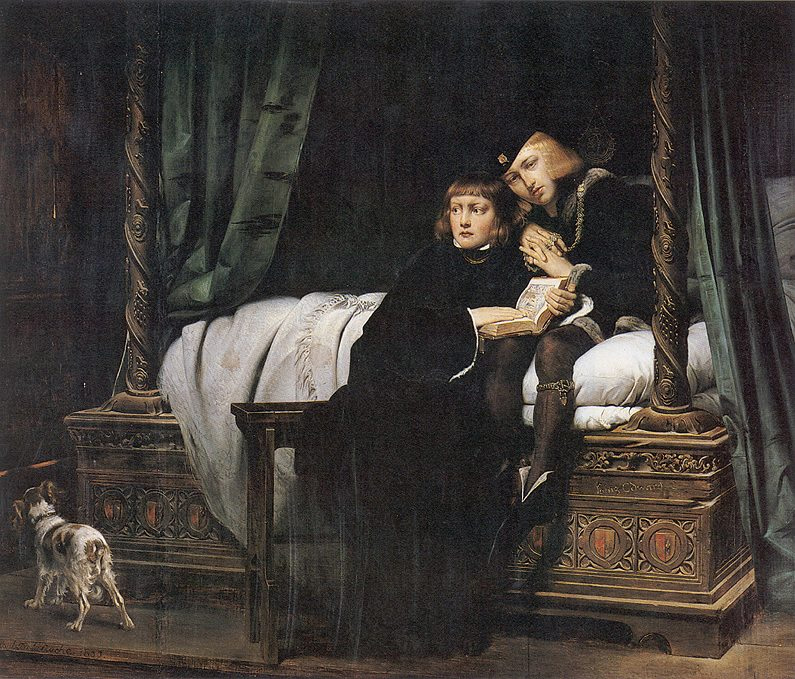
П. Деларош

- Деларош, Поль: «Дети короля Эдуарда»
- Диаз, Нарсис Виржиль: «Дорога в лесу»
- Добиньи, Шарль-Франсуа
- Дюпре, Жюль: «Прибой»

- Жером, Жан-Леон: «Башибузук»

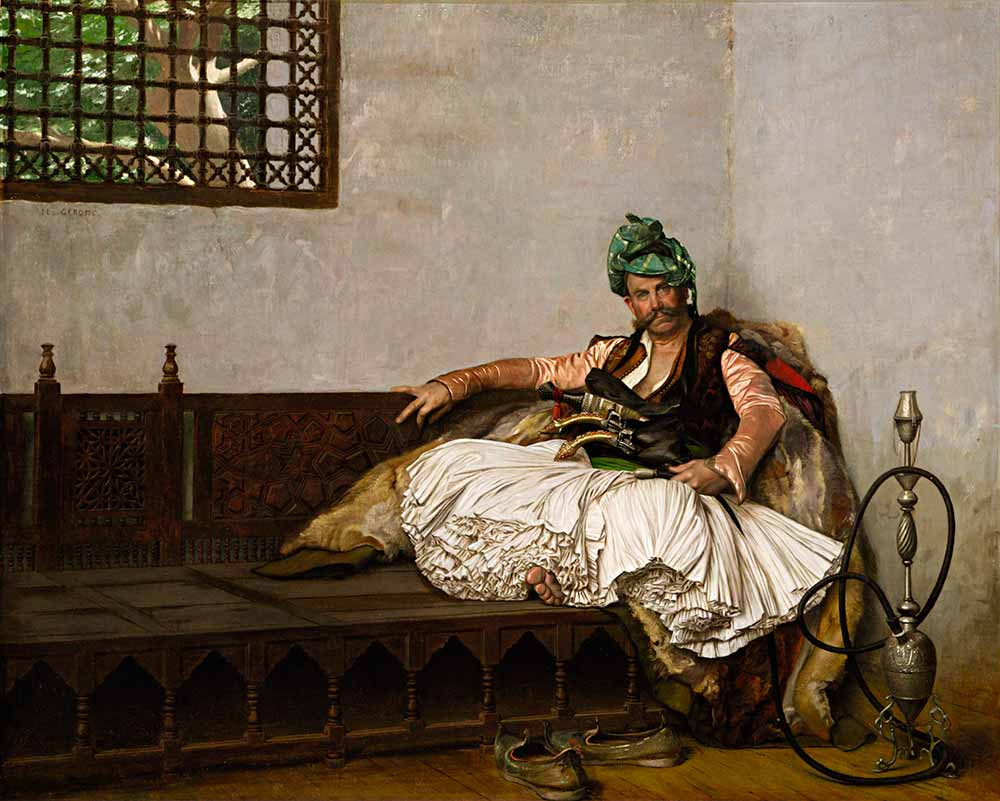
Ж.-Л. Жером

- Зием, Феликс-Франсуа: «Голландская деревня»
- Коро, Жан Батист Камиль: «Берег Сены»
- Конт, Пьер-Шарль: «Генрих III, прислушивающийся к убиению герцога Гиза»
- Курбе, Гюстав: «Отлив»
- Лейс, Анри: «Обет»
- Л. Лермитт: «Жницы» (ГМИИ)
- Лоран, Жан-Поль: «Бернар Делисье»[13]
- Милле, Жан-Франсуа: «Овчар»
- Пюви де Шаванн, Пьер Сесиль: «Деревенские пожарные» (Эрмитаж)

- Руссо, Теодор: «Речка в лесу»[14]
- Руссо, Филипп

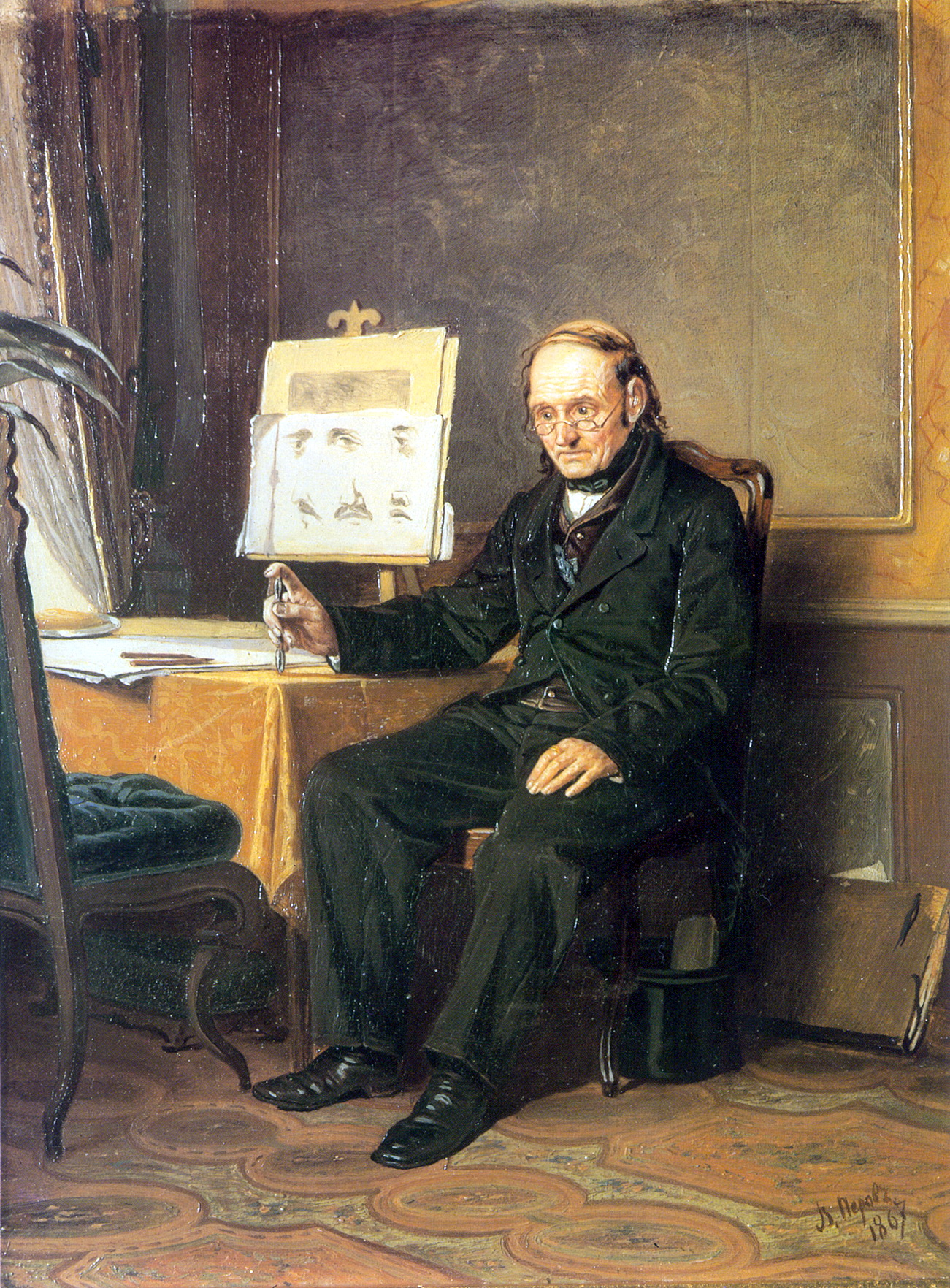
В. Г. Перов

- Тройон, Констан: «Корова»; «Стадо»[15]
- Фортуни, Мариано: «Испанский дворик» (ГМИИ[16])
- Фромантен, Эжен: «Арабская гауптвахта»
- Эдельфельт, Альберт: «Деревенские похороны в Финляндии» (Музей Атенеум, Хельсинки)
- А. П. Боголюбов: «Английский бот»
- В. В. Верещагин
- А. А. Иванов: «Окрестности Рима» и первоначальный эскиз «Явление Христа народу»
- И. Н. Крамской: «Портрет С. С. Боткиной»
- В. Г. Перов: «Учитель рисования»
- В. Д. Поленов
- А. А. Риццони: «Химическая лаборатория»
- А. А. Харламов: «Итальянская девочка»
- С. Ф. Щедрин: «Вид Сорренто»